# Rutger Kopland

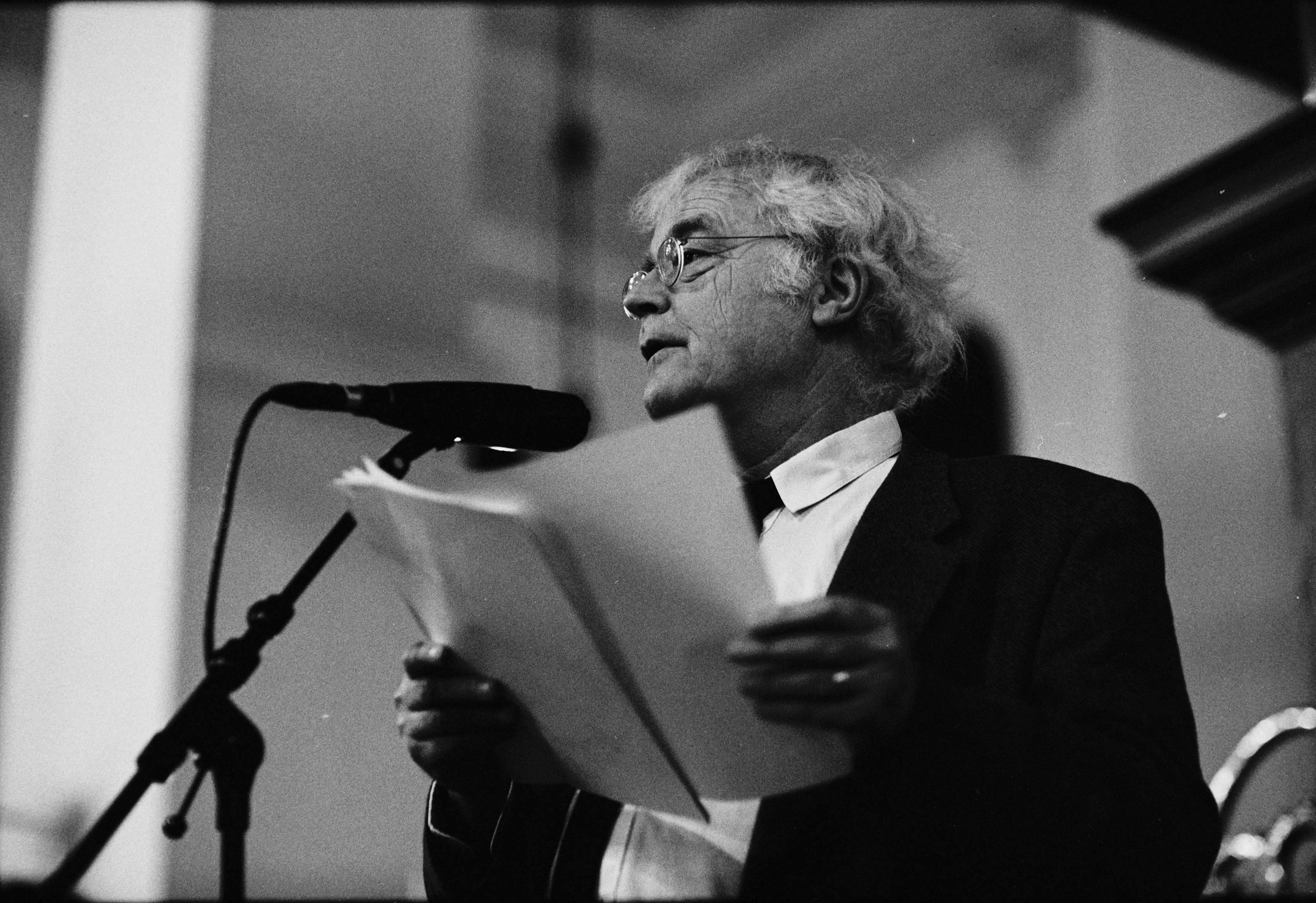
Rutger Kopland (1997)

Rutger Hendrik van den Hoofdakker (* 4. August 1934 in Goor, Niederlande; † 11. Juli 2012 in Glimmen, Niederlande) war ein niederländischer Dichter und Psychiater.

## Leben
Im Alter von 17 Jahren begann er ein 8-jähriges Studium der Medizin. Im Jahre 1966 veröffentlichte er seine erste Gedichtsammlung „Onder het vee“ (Unter dem Vieh).
1983–1990 war Kopland Dozent an der Universität Groningen für biologische Psychiatrie. Nebenbei begann er kritische Essays über Ärzte zu schreiben.
Rutger Kopland war verheiratet und Vater von drei Kindern. Er studierte Medizin und promovierte 1966 mit einer Arbeit über das Verhalten und die Hirnaktivität von träumenden und schlafenden Katzen.
Ab 1969 arbeitete er in Groningen in der Abteilung für biologische Psychiatrie an der medizinischen Fakultät, 1983 wurde er dort Professor.

## Lyrisches Werk
Hauptthemen der Dichtung von Rutger Kopland sind Betrachtungen in melancholisch-sentimentaler Form. Verlassenheit und Vergänglichkeit, sowie Liebe, Zuversicht und Tod spielen stets eine Rolle. Dieser Grundton findet sich beispielsweise in folgenden Zitaten:

„Jeder Mensch müsste ein Tier sein, müsste sterben/im Herbst und Frühjahr wiedergeboren werden.“

„Was ich in meinen Briefen beschrieb/es ist nicht der Schmerz selbst/sondern mein Schatten, wie er/sich beugt und beugt/über das was übrig blieb von dem, was es vielleicht/nie gegeben hat.“

## Auszeichnungen
- 1969 gewann er den Jan-Campert-Preis für seine Gedichtsammlung „Alles op de fiets“.
- 1976 erhielt er den Herman-Gorter-Preis für seinen Gedichtband „Een lege plek om te blijven“.
- 1986 erhielt er den Paul-Snoek-Poesiepreis.
- 1988 wurde ihm der P.C. Hooft-prijs der Poesie für sein Gesamtwerk verliehen.
- 1998 erhielt er den VSB-Poesiepreis.
- 2002 wurde er zum Ehrendoktor der Universität Utrecht ernannt.[3]

## Werke
Gedichte
- Unter dem Vieh, 1966 (Originaltitel: Onder het vee)
- Die kleine Orgel von yesterday, 1968 (Originaltitel: Het orgeltje van yesterday)
- Alles auf dem Rad, 1969 (Originaltitel: Alle op de fiets) → enthält sein berühmtestes Gedicht: Junger Salat (Jonge sla)
- Ein leerer Platz, um zu bleiben, 1975 (Originaltitel: Een lege plek om te blijven)
- All jene schöne Versprechen, 1978 (Originaltitel: Al die mooie beloften)
- Bevor es verschwindet und danach, 1985 (Originaltitel: voor het verdwijnt)
- Den Dingen sei dank, 1989 (Originaltitel: Dankzji de dinge)
- Geduldiges Werkzeug, 1993 (Originaltitel: Geduldig gereedschap)
- Bis es uns loslässt, 1997 (Originaltitel: Tot het ons loslaat)
- Über das Verlangen nach einer Zigarette, 2001 (Originaltitel: Over het verlangen naar een sigaret)[2]
- Dank sei den Dingen. Ausgewählte Gedichte 1966–2006. Übersetzt aus dem Niederländischen von Hendrik Rost, Mirko Bonne. Edition Lyrik Kabinett bei Hanser, 2008. ISBN 978-3-446-23071-2